# Marc Samuel
Marc Samuel est un acteur français.

## Biographie
La carrière de comédien de Marc Samuel se déroule à la fois au cinéma, à la télévision et au théâtre.
Prix d’interprétation pour le 2e rôle masculin au festival de Sale - Maroc dans le film Ymma (sorti en 2013)

## Filmographie

### Cinéma

#### Longs métrages
- 1981 :Circulez y'a rien à voir de Patrice Leconte
- 1982 : French Lover de Richard Marquand
- 1983 : La Gitane de Philippe de Broca
- 1987 : Dernier été à Tanger d'Alexandre Arcady : David Arfi
- 1993 : Présumé coupable de L. Thomas
- 1998 : Rewind de Sergio Gobbi : Claude Ricci
- 2000 : L'Envol de Steve Suissa : le père de Stan
- 2001 : La Vérité si je mens ! 2 de Thomas Gilou : Elie Taieb
- 2001 : À ma sœur ! de Catherine Breillat : l'inspecteur
- 2002 : La Mentale de Manuel Boursinhac : Fakhi
- 2002 : Aram le banni de Robert Kéchichian : Vartan
- 2003 : Ripoux 3 de Claude Zidi : le contrôleur général
- 2004 : Au secours, j'ai 30 ans ! de Marie-Anne Chazel : Jean-Marc
- 2007 : Contre-enquête de Franck Mancuso : Maître Darnay
- 2008 : Adieu mères de Mohamed Ismaïl : Henry
- 2009 : Ouled bled de Mohamed Ismail
- 2011 : La Croisière de Pascale Pouzadoux : le libidineux
- 2012 : Ymma de Rachid El Ouali
- 2012 : Paulette de J, Enrico : vendeur télévision
- 2014 : 24 jours - la vérité sur l’affaire Ilan Halimi  d'Alexandre Arcady : rabbin Zini
- 2014 : La vie pure de J. Banster : Jean
- 2015 : La Moitié du ciel d'Abdelkader Lagtaâ : Abraham Serfaty
- 2016 : YTO de Noureddine Ayouch
- 2017 : Une année chez les Français de F. Aromm : Mr. Lombard
- 2021 : Coup de tampon de R. El Ouali

#### Courts métrages
- 2018 : Road To Closure  - Dame Pierre II - Tony
- 2020 : Souris à la vie de C. Lesault
- 2014 : Drôle de dilemme - Sacré  dilemme de  R. Benzine - rabin
- 2011 : Nuit noire de G. Thiebaut
- 1995 : L’épave de  M. Serret
- 1987 : Réflexes de JF Bayonne

### Télévision
- 1995 : L’échappée Belle de J. Enrico
- 1996 : Une femme en blanc de A. Issermann : Jordan
- 1997 : Heureusement qu’on s’aime de D. Delrieux
- 1998 : Villa Vanille de J. Sagols
- 1998 : Décollage immédiat A. Issermann
- 1998 : Prise au piège de J. Enrico
- 1999 : Police district de O. Chavarot
- 1999 : Un homme en colère « Une femme réduite au silence « de D. Tabuteau : Belfond
- 1999 : Sous le soleil de Pascal Bremond : Vidal (S.5 Ép. 1)
- 2000 : Une femme d'honneur de Dominique Tabuteau, épisode samedi soir : Laurent Simard
- 2000 : Le juge des enfants « La juge Beaulieu » de J. Bunuel : Le professeur Azoulay
- 2000 : Crim 3 et 3bis « Quartier réservé et Hamman » de G. Marx et D. Amar : Chautemps
- 2001 : Police district 2 de M. Bousinhac : inspecteur IGS
- 2001 : Fabio Montale de J. Pinheiro : Capitaine Morvan (3 épisodes)
- 2001 : Commissaire Moulin « La fliquette » de Yves Renier : Philippe Bass
- 2001 : La crim 4bis de J.P. Prévost : Chautemps
- 2002 : Julie Lescaut d'Alain Wermus, épisode jamais 2 sans 3 : Daniel Loriot
- 2002 : Une famille formidable - Le goût de la vie - série de Joël Santoni : Le Psychiatre de Catherine Beaumont
- 2002 : Central nuit « La loi des affranchis » de D. Delaitre : Pierrot
- 2002 : Police District 3 de J.T. Philippe
- 2002 : Marion Jourdan - le sens du devoir de P. Planchon
- 2002 : Cavale de S. Suissa : le père
- 2002 : Adventure inc The Prince of the oracle de D. Berry : Spiros
- 2003 : Sauveur Giordano  - au nom du père - de P. Joassin
- 2003 : Marion Jourdan - tueur de flics - de J.M. Seban : Marciano
- 2003 : Léa Parker - L’appât - de J.P. Prévost
- 2003 : Sœur Thérèse.com de J. Bunuel : J.L. Desportes, préfet de Paris
- 2003 : L'Amour dangereux de Steve Suissa
- 2004 : Sauveur Giordano - Harcèlement - de P. Joassin
- 2004 : Sauveur Giordano - Intime conviction - de P. Joassin
- 2004 : Quai N°1- Amie amie - de P. Jamain : Lavigne Wepler
- 2004 : Franck Riva - épisodes 4-5-6 de P. Jamain : Joël Stern
- 2004 : Premiers secours de D. Delaitre
- 2004 : La mort du juge de V. Varano : Valentin Tucci, chef de la pègre marseillaise
- 2004 : Père et Maire - Une deuxième vie - de R. Mussent : Pierre
- 2005 : La Légende vraie de la tour Eiffel de Simon Brook : Ministre Lockroy
- 2005 : Vous êtes libre ? de Pierre Joassin : Dubreuil
- 2005 : La Proc de À. Pidoux : Richard Gravet
- 2006 : Le tuteur - Mission accomplie - de E. Molinaro : Gérard Bourgeois
- 2006 : Navarro de Philippe Davin, épisode l'Âme en vrac : Maître Jean Béga
- 2006 : Les liens du sang de R. Musset : Christian Kowak
- 2007 : Le Ciel sur la tête de Régis Musset
- 2007 : Adriana et moi de Williams Crespin : Ted
- 2007 : Une famille formidable - La famille s’agrandît - de Joël Santini : le psychiatre de Catherine
- 2007 : Avocats et associés - Émotion de censure - de B. Garcia : Charles Dumayet
- 2008 : L’arbre de mai de C. Ardid : Pompidou
- 2008 : Plus belle la vie (30 épisodes) : Marc Bonnant
- 2009 : Un homme d'honneur de Laurent Heynemann : Samir Traboulsi
- 2009 : Adresse inconnue - Retour de flammes - Robert Barbanti
- 2010 : Le Grand Ménage de Régis Musset : Enrico
- 2010 : RIS de J. Despaux (4 saisons) :  le procureur
- 2010 : Section de recherche - Hors jeu - E. Le Roux : Jacques Moretti
- 2011 : Merci Patron de Pierre Joassin : Quoinot
- 2011 : RIS - à la vie, à la mort - E. Le Roux : le procureur
- 2011 : RIS - mort suspecte - E. Le Roux : le procureur
- 2012 : RIS - En plein cœur - E. Le Roux : le procureur
- 2012 : RIS - l’ombre d’un passé - H. Brami : le procureur
- 2013 : Marge d’erreur de J. Santoni : l’avocat général
- 2013 : Julie Lescaut de R.Manzor : Cohen
- 2014 : Profilage de V. Jamin : Maître Fourcade
- 2015 :  Meurtre sur le lac Léman (téléfilm) : Commandant Olivier Finet

## Théâtre
- 1979 : L’île des esclaves (Marivaux) - D. Ferrier
- 1979 : Le brave soldat Schweik (Brecht) - G. Defloe
- 1979 : Antigone J Anouilh) - J. Berdin
- 1980 : Magie rouge (M de Ghelderode) - D. Ferrier
- 1980 : La nuit des rois (Shakespeare) - D. Ferrier
- 1981 : Le médecin malgré lui (Molière) - G. Hasson
- 1982 : Escurial (M de Galderhode) - G. Hasson
- 1983 : Coco et ses frères (M Samuel) - R. Volterra
- 1984 : George Dandin (Molière) - G. Hasson
- 1985 : Les chevaliers de la table ronde (J. Cocteau) - M. Michel
- 1985 : Comédia (Ruzzante Pirandello) - X. Marcheschi
- 1986-1987 : Tuss (Gibeau) - X. Marcheschi
- 1991 : Les nuits de la colère  (A. Salacrou) - A. Cauchois
- 1991 : Jeanne D’Arc au bûcher  (P. Claudel) - P. Kerbrat
- 1993 : Histoire de paroles (J. Prévert) - N. Nakache
- 1993 : Appartement (P. Levexier)
- 1993 : Andromaque (Racine) - X. Marcheschi
- 1995 : La Chrysalide (C. Lucas)
- 1994-1995 : La France parle (P. Bourdieu) - X. Marcheschi
- 1994-1995 : Électrochoc  (JF Charlier) - D. Besse
- 1997 : L’interview (B. Allain) - T. Atlan
- 1998 : Entretiens d’embauche (J. Jouet) - T. Atlan
- 1998 : Discussion de marchands de tapis (A. Bédouet) - H. Dubourjal
- 2000 : Tchernobyl (S. Alexeivitch) - H. Dubourjal
- 2000-2001 : Passage croisements (P. Trapet) - P. Trapet
- 2001 : L’ex-femme de ma vie  (J. Balasko) - R. Cambray
- 2005 : Cabaret (M. Cochet Y. Zimina)
- 2006 : Seul ce soir (M. Cochet) - Y. Zimina
- 2007-2008 : Le Kaddish (G. Gorine) - Y. Zimina
- 2012-2013 : L’extravagant Mystères Holmes (C. Doyle) - C. Guillon
- 2014-2015 : Le mariage de Figaro (Beaumarchais) - JP Trbout
- 2016 : La vallée de la peur (C. Doyle) - N. Veneau
- 2018 : Née un 17 Octobre (R. Benzine) - M. Boudiaf
- 2019 : Mon trésor (M. Samuel) - H. Dubourjal
- 2020 : Tito Sports (C. Guillon)
- 2020 : Trio en rut mineur (V. Haim) - R. Santon
- 2021 : Messieurs les ronds de cuir (Courteline) - L. Florian

## Publicité
- Mondial Foot - D. Barniaud
- Bière Gold - JP Roux
- Loto - E. Molinaro
- Aspirine du Rhône - X. Gianoli
- Knorr - J. Enrico